# Atid
Atid (węg. Etéd) – wieś w Rumunii, w okręgu Harghita, w gminie Atid. W 2011 roku liczyła 1228 mieszkańców.